# 리로이 자네
리로이 아치츠 자네(독일어: Leroy Aziz Sané, 독일어 발음: [ˈliːʁɔʏ zaˈneː], 1996년 1월 11일~)는 독일의 축구 선수로 포지션은 윙어이다. 현재 쉬페르리그의 갈라타사라이과 독일 축구 국가대표팀에서 활동하고 있다. 대한민국에서는 아버지 술레만 사네의 국적을 따라 성 Sané를 프랑스어식으로 읽은 리로이 사네, 이름 Leroy를 영어식으로 읽은 르로이 자네, 르로이 사네로도 알려져 있다.
2014년 FC 샬케 04에서 프로 축구 선수 경력을 시작했고 2016년 3,700만 파운드(약 650억 원)의 이적료로 맨체스터 시티 FC로 이적했다. 그는 맨체스터 시티에서 프리미어리그 2회 우승, FA컵 1회 우승, EFL컵 우승 3회, FA 커뮤니티 실드 1회 우승을 달성했고 2017-18 시즌 PFA 올해의 영플레이어에 선정되며 2024년 기준으로 올해의 영플레이어에 선정된 최초이자 유일한 독일인 지위를 가지고 있다. 2020년 맨체스터 시티에서 FC 바이에른 뮌헨으로 이적했고 바이에른 뮌헨에서 분데스리가 3회 우승, DFL-슈퍼컵 2회 우승을 달성했다.
자네는 2015년 독일 축구 국가대표팀에 발탁되었고 당해 11월 독일 성인 대표팀에 데뷔했다. 그는 UEFA 유로 2016에 참가해 준결승전에 진출했고 2017년 FIFA 컨페더레이션스컵에 참가해 대회 우승을 달성했다. 그는 UEFA 유로 2020, 2022년 FIFA 월드컵, UEFA 유로 2024에도 출전했다.

## 어린 시절
리로이 자네는 1996년 1월 11일 독일의 에센에서 태어나 보훔의 바텐샤이트에서 어린 시절을 보냈다. 그는 선수 시절 세네갈 축구 국가대표팀에서 활동한 전직 축구 선수 술레만 사네와 1984년 하계 올림픽 리듬 체조 개인종합 부문에서 동메달을 획득한 전직 독일 리듬 체조 국가대표 선수 레기나 베버 사이에서 둘째 아들로 태어났으며 형 킴 자네(독일어: Kim Sané)와 동생 지디 자네가 있다.
그의 이름 '리로이(Leroy)'는 세네갈 축구 국가대표팀에서 그의 아버지 술레만 사네를 지도했던 프랑스인 축구 감독 클로드 르 루아(프랑스어: Claude Le Roy)에서 유래했다.

## 구단 경력

### 샬케 04

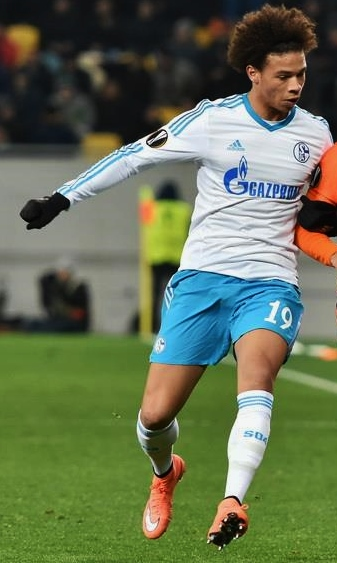
샬케 04 시절 리로이 자네

2014년 3월 21일에 FC 샬케 04와 3년 프로 계약을 체결했고 2014년 4월 20일에 VfB 슈투트가르트 전에서 데뷔하였다. 그는 12월 13일 홈에서 1. FC 쾰른에게 2-1로 패한 경기에서 시즌 첫 골을 기록했다. UEFA 챔피언스리그 2014-15 레알 마드리드전에서 전반 29분에 교체 출전하여 후반 12분에 UEFA 챔피언스리그 데뷔골을 넣었지만 팀은 대회에서 탈락했다.

### 맨체스터 시티

#### 16-17 시즌

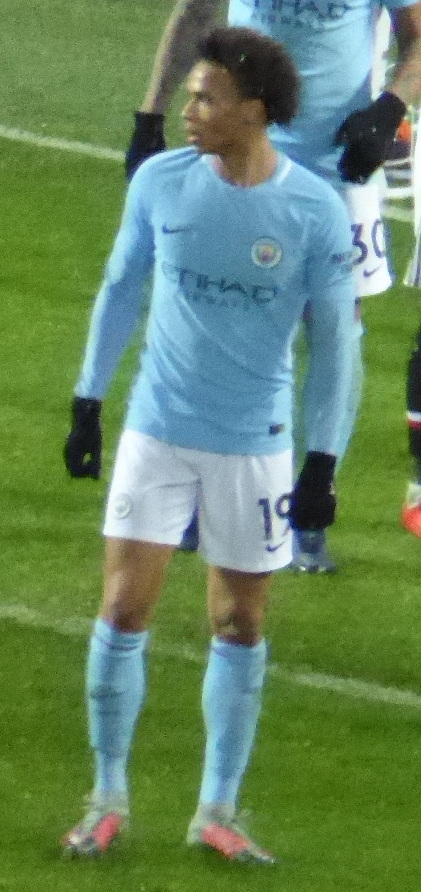

2016년 8월 2일, 자네는 프리미어리그 구단 맨체스터 시티에 합류했다. 그는 9월 10일 맨체스터 유나이티드와의 맨체스터 더비에서 1-2로 승리한 경기에 나서 데뷔전을 치렀다. 12월 18일에는 프리미어리그의 아스널과의 홈 경기에서 첫 득점을 기록해 2-1 승리를 이끌었다. 부상으로 인해 잠시동안 출전하지 못한 자네는 2017년 1월 21일에 열린 토트넘 홋스퍼와의 경기에 복귀했다. 1월 28일, 그는 3-0으로 득점하면서 FA컵 4라운드의 크리스탈 팰리스를 상대로 원정 승리를 거두었다.
2월 21일, 자네는 챔피언스리그 16강 1차전에서 모나코를 상대로 득점을 기록하며 5-3 역전승을 이끌었다. 3월 1일, 그는 FA컵 5라운드 재경기에서 허더즈필드 타운을 상대로 홈에서 득점하며 5-1로 팀의 승리를 도왔다. 나흘 후인 3월 5일, 그는 선더랜드와의 원정 경기에서 득점하여 2-0 승리를 거두었다. 3월 15일, 사네는 모나코와의 챔피언스 리그 경기 복귀 경기에서 득점을 기록했다. 4월 2일, 자네는 아스널과의 최종 2-2 무승부를 기록한 경기에서 선제골을 넣었다. 4월 15일, 그는 사우스햄프턴을 상대로 득점해 3-0 승리를 거두었다.
2017년 7월, 사네는 코로 숨을 쉬는데에 불편함을 느껴 시티에서의 데뷔 시즌이 제한적이었다고 말했다. 그는 특히 경기 중에 코가 계속 막혀 경기력을 방해해 극심한 좌절감을 느끼는 등 고통을 겪었다고 말했다. 그는 휴식기간 동안 교정 수술을 받기로 결정했다. 이로 인해 그해 FIFA 컨페더레이션스컵을 놓치게 되었지만, 그는 만성적인 코막힘으로 인해 점점 더 참을 수 없게 되었으며 다음 시즌에는 행복하고 건강하게 참가하고 싶다고 답했다.

#### 17-19 시즌
2017년 9월 9일, 자네는 리버풀을 상대로 홈에서 5-0으로 승리한 시티의 2017-18 시즌 첫 두 골을 기록했다. 9월 20일, 리그컵 3라운드 경기에서 웨스트 브롬위치 알비온을 상대로 원정 경기에서 두 골을 넣어 2-1로 승리했다. 9월 23일, 그는 크리스탈 팰리스와의 경기에서 득점하여 5-0 승리를 거두었다. 10월 14일, 그는 스토크 시티와의 경기에서 득점하여 7-2로 승리했다. 10월 21일, 그는 번리와의 경기에서 득점하여 3-0으로 승리했다. 10월 28일, 그는 웨스트 브롬위치 알비온을 상대로 3-2 원정 승리를 거두었다. 세 경기에서 각각 한 번씩 득점과 도움을 기록한 후, 그는 2017년 10월 프리미어리그 이달의 선수상을 수상했다 2018년 1월 6일, 그는 번리를 상대로 한 FA컵 3라운드 경기에서 4-1로 승리했다. 1월 14일, 그는 리버풀에게 4-3으로 패한 경기에서 득점을 기록했다. 9일 후인 1월 23일, 그는 브리스톨 시티를 상대로 3-2 원정 승리를 거두며 리그컵 결승 진출을 확보했고, 리그컵 결승전에서 77분 동안 출전한 뒤 교체되었고 그 경기에서 시티가 아스널을 상대로 3-0으로 승리하며 결승에 진출했다. 펩 과르디올라 밑에서 첫 번째 트로피. 결승전 승리 5일 후인 3월 1일, 그는 아스널을 상대로 득점해 3-0 리그 원정 승리를 거두었다. 3월 31일, 그는 애버턴과의 원정 경기에서 득점하여 3-1로 승리했고 시티는 리그 우승을 앞두게 되었다.4월 29일, 그는 웨스트 햄 유나이티드와의 원정 경기에서 득점하여 4-1로 승리했다.
자네는 맨체스터 시티의 2017-18 프리미어리그 우승에 기여하여 팀 동료 스럴링과 에데르송, 그리고 토트넘의 해리 케인을 제치고 PFA 올해의 영플레이어에 선정되다. 15개의 어시스트로 자네는 리그 도움 2위를 기록했다.

#### 19-20 시즌
자네는 팀을 떠나고 싶어했으며 로번과 리베리의 대체자를 찾는 바이에른 뮌헨과 계속해 연결되었다. 독일 측과의 계약이 거의 확정된 것으로 알려졌음에도 불구하고, 자네는 FA 커뮤니티 실드에서 리버풀을 상대로 선발 명단에 이름을 올렸다.이후의 부상으로 시즌 대부분의 시간을 부상의 치유로 보냈고, 2020년 6월에 자네는 맨체스터 시티와의 계약 연장을 거부했고, 과르디올라는 자네가 여름에 구단을 떠날 것이라고 밝혔다.

### 바이에른 뮌헨

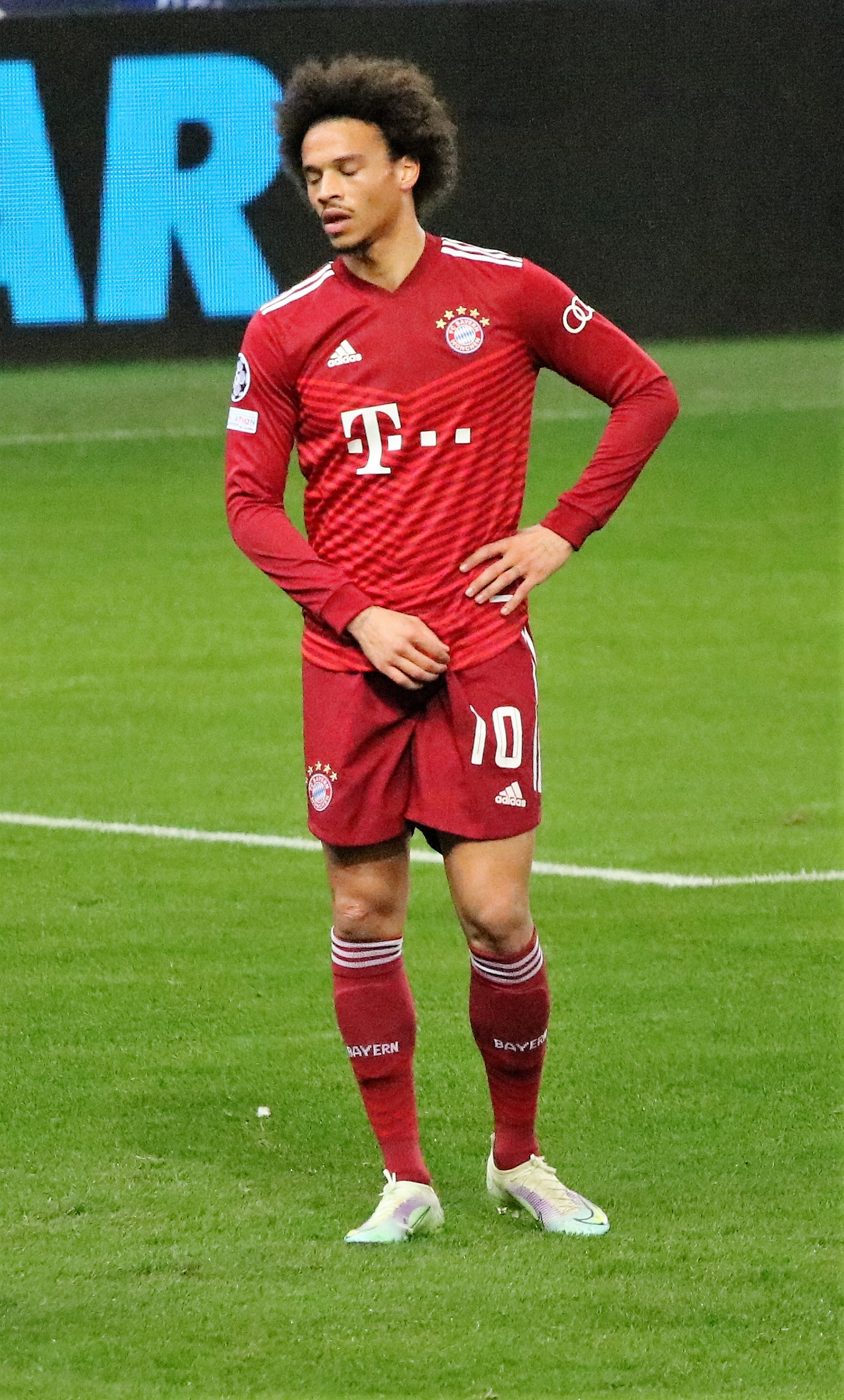

2020년 7월 3일, 바이에른 뮌헨은 자네와 초기 4,500만 유로에 추가 비용을 추가하면 6,000만 유로로 5년 계약을 체결하기로 합의했다.자네는 전 소속팀 샬케 04를 상대로 8-0으로 승리하며 두 번째 분데스리가 데뷔전에서 득점했다. 2020년 11월 3일, 자네는 2020-21 시즌에 RB 잘츠부르크를 상대로 6-2로 승리하며 바이에른 뮌헨 소속으로 첫 챔피언스리그 득점을 기록했다
2023년 3월 11일, 자네는 바이에른 뮌헨이 알리안츠 아레나에서 FC 아우크스부르크를 5-3으로 이긴 분데스리가 24라운드에서 중앙오른쪽 미드필더 자리에 선발출전했다. 그는 16분 주앙 칸셀루에게 패스를 건네줘 칸셀루의 바이에른 뮌헨 첫 골을 어시스트했고 45분 수비수들을 맞고 공중으로 올라간 사디오 마네의 패스를 머리로 받아 골망을 흔들며 팀의 네 번째 골을 만들었다. 그리고 50분 마네에게 패스를 연결해 마네의 골을 어시스트했지만 이 골은 오프사이드 판정을 받아 취소되었다.

## 국가대표팀 경력

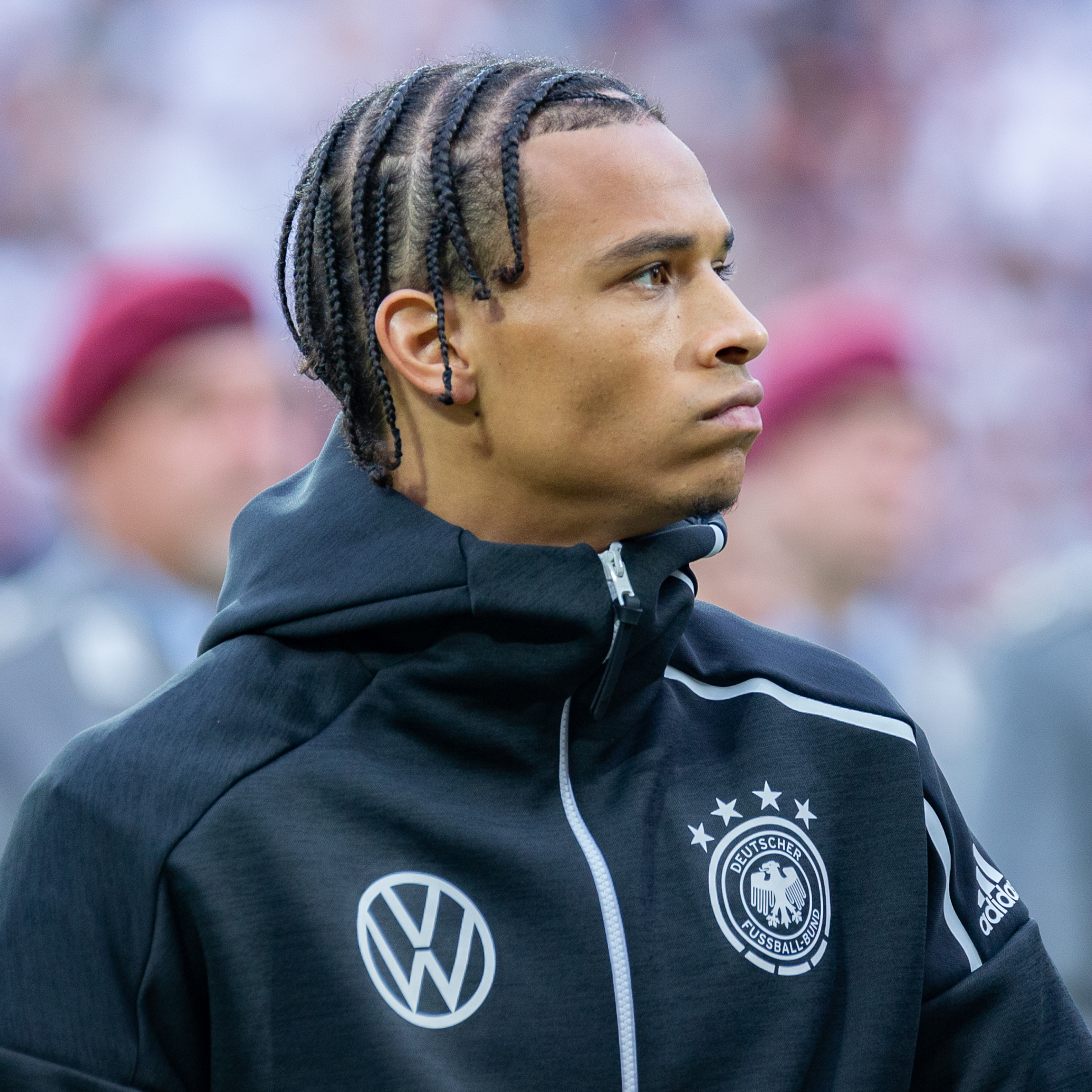

### 연령별 대표팀
자네는 2015년 8월 28일 덴마크와의 친선경기와 아제르바이잔과의 2017년 UEFA U-21 축구 선수권 대회 예선전을 대비한 독일 21세 이하 대표팀에 처음 소집됐다. 2015년 9월 3일, 그는 덴마크를 상대로 2-1 승리를 거두며 독일 U21 대표팀 데뷔전을 치렀고, 73분 후 율리안 브란트와 교체었다.

### A 대표팀
자네는 2015년 11월 6일 프랑스와의 친선경기에서 독일 성인 대표팀에 처음으로 소집되다. 2015년 11월 13일, 그는 프랑스와의 친선 경기에서 61분에 율리안 드락슬러와 교체되어 투입되었다.
자네는 UEFA 유로 2016의 국가 대표 선수로 선발되었다. 그는 독일이 프랑스에 2-0으로 패한 준결승전에서 79분에 바스티안 슈바인슈타이거와 교체되어 한 경기에 출전했다.
자네는 2018년 6월 4일, 2018년 FIFA 월드컵 최종 23인 명단에서 제외되어 많은 아쉬움을 샀다. 2018년 11월 16일, 그는 세르주 그나브리의 도움을 받아 러시아를 상대로 독일 대표팀 소속으로 첫 골을 넣었다. 2021년 5월 19일, 그는 UEFA 유로 2020 독일 대표팀에 선발되었다. 2022년 11월, 그는 카타르에서 열린 2022 FIFA 월드컵을 위한 26인 독일 대표팀 명단에 포함되었다. 2024년 6월, 사네는 UEFA 유로 2024를 위한 독일 대표팀 명단에 이름을 올렸다.

## 통산 기록
2024년 4월 30일 기준
| 클럽          | 시즌      | 리그 | 리그 | 리그 | 컵   | 컵   | 컵   | 유럽 | 유럽 | 유럽 | 기타 | 기타 | 기타 | 합계 | 합계 | 합계 |
| 클럽          | 시즌      | 출장 | 득점 | 도움 | 출장 | 득점 | 도움 | 출장 | 득점 | 도움 | 출장 | 득점 | 도움 | 출장 | 득점 | 도움 |
| ------------- | --------- | ---- | ---- | ---- | ---- | ---- | ---- | ---- | ---- | ---- | ---- | ---- | ---- | ---- | ---- | ---- |
| 샬케 04       | 2013–14   | 1    | 0    | 0    |      |      |      |      |      |      |      |      |      | 1    | 0    | 0    |
| 샬케 04       | 2014–15   | 13   | 3    | 0    |      |      |      | 1    | 1    | 0    |      |      |      | 14   | 4    | 0    |
| 샬케 04       | 2015–16   | 33   | 8    | 6    | 2    | 0    | 0    | 7    | 1    | 1    |      |      |      | 42   | 9    | 7    |
| 샬케 04       | 합계      | 47   | 11   | 6    | 2    | 0    | 0    | 8    | 2    | 1    | —    | —    | —    | 57   | 13   | 7    |
| 맨체스터 시티 | 2016–17   | 26   | 5    | 3    | 7    | 2    | 1    | 4    | 2    | 2    |      |      |      | 37   | 9    | 6    |
| 맨체스터 시티 | 2017–18   | 32   | 10   | 15   | 8    | 4    | 2    | 9    | 0    | 2    |      |      |      | 49   | 14   | 19   |
| 맨체스터 시티 | 2018-19   | 31   | 10   | 10   | 7    | 2    | 4    | 8    | 4    | 4    | 1    | 0    | 0    | 47   | 16   | 18   |
| 맨체스터 시티 | 2019-20   | 1    | 0    | 0    |      |      |      |      |      |      | 1    | 0    | 0    | 2    | 0    | 0    |
| 맨체스터 시티 | 합계      | 90   | 25   | 28   | 22   | 8    | 7    | 21   | 6    | 8    | 2    | 0    | 0    | 135  | 39   | 43   |
| 바이에른 뮌헨 | 2020-21   | 32   | 6    | 9    | 1    | 1    | 0    | 8    | 3    | 0    | 3    | 0    | 1    | 44   | 10   | 10   |
| 바이에른 뮌헨 | 2021-22   | 32   | 7    | 7    | 2    | 1    | 1    | 10   | 6    | 6    | 1    | 0    | 0    | 45   | 14   | 14   |
| 바이에른 뮌헨 | 2022-23   | 32   | 8    | 7    | 3    | 1    | 1    | 8    | 4    | 1    | 1    | 1    | 0    | 44   | 14   | 9    |
| 바이에른 뮌헨 | 2023-24   | 26   | 8    | 12   | 1    | 0    | 0    | 11   | 2    | 1    | 1    | 0    | 0    | 40   | 10   | 13   |
| 바이에른 뮌헨 | 합계      | 122  | 29   | 35   | 7    | 3    | 2    | 37   | 15   | 8    | 6    | 1    | 1    | 173  | 48   | 46   |
| 경력 합계     | 경력 합계 | 259  | 65   | 69   | 32   | 11   | 9    | 66   | 23   | 17   | 8    | 1    | 1    | 365  | 100  | 96   |

내용주
1. ↑   DFB-포칼, FA컵 출전 경기 포함
2. ↑  UEFA 챔피언스리그, UEFA 유로파리그 출전 경기 포함

## 수상 내역
맨체스터 시티
- 프리미어리그 : 2017-18, 2018-19
- FA컵 : 2018-19
- EFL컵 : 2017-18, 2018-19, 2019-20
- 커뮤니티쉴드 : 2018, 2019

바이에른 뮌헨
- 분데스리가 : 2020-21, 2021-22, 2022-23
- DFL 슈퍼컵 : 2021, 2022
- FIFA 클럽 월드컵 : 2020
- UEFA 슈퍼컵 : 2020

독일
- FIFA 컨페더레이션스컵 : 2017

### 개인
- VDV 올해의 신인 : 2014-15
- PFA 올해의 영플레이어 : 2017-18
- 프리미어리그 이 달의 선수 : 17년 10월
- UEFA 챔피언스리그 판타지팀 : 2021-22
- 키커 랑리스테 : WK 1회, IK 8회